# 周典
周典（1879年12月3日—20世纪1930年代后），字紹聞，直隸省大興縣人，英國曼徹斯特維多利亞大學，美國費城賓州大學畢業，商科進士。

## 簡歷
- 光緒二十九年十一月（1904年初）,由京師大學堂師範館[1]派往英國入播明罕英后書院（伯明罕大學）留學[2]。
- 後入曼徹斯特維多利亞大學商科畢業商學士，美國本斯佛尼大學（賓州大學舊譯）研究科畢業商學碩士[3]。
- 宣統三年（1911年）九月，經學部驗看考試列最優等，賞給商科進士。[4]
- 宣統三年（1911年）閏六月任京師大學堂高等科教員，宣統三年十二月辭職，民國元年五月高等科改稱預科，民國三年九月復來校，民國六年一月去職[5]。
- 民國元年（1912年）9月5日，任命工商部僉事[6]。
- 民國元年（1912年）9月21日，派充工商部總務廳商務司第二科僉事[7]。
- 民國3年（1914年）1月9日，任命農商部僉事[8]。
- 民國3年（1914年）2月9日，派農商部籌備賽會事務委員會委員[9]。
- 民國3年（1914年）8月5日，派學術評定委員會委員[10]。
- 民國4年（1915年）3月22日，派農商部商品陳列所附設工商訪問處籌辦員[11]。
- 民國4年（1915年）3月23日，派農商部商品陳列所附設工商訪問處主任[11]。
- 民國5年（1916年）11月2日，派充農商部工商司第二科僉事[12]。
- 民國6年（1917年）8月18日，派農商部經濟調查會第三股會員[13]。
- 民國10年（1921年）9月26日，派赴美參與太平洋會議中國代表團專門委員會專門委員[14]。
- 民國11年（1922年）2月10日，派修改通商進口稅則委員會副主任[15]。
- 民國11年（1922年）12月30日，兼充關稅特別會議籌備處處員[16]。
- 民國12年（1923年）1月27日，存記升用農商部簡任職[17]。
- 民國12年（1923年）2月28日，派修訂農商法規委員會委員[18]。
- 民國12年（1923年）5月9日，派充商標局科長[19]。
- 民國16年（1927年）10月18日，任命實業部僉事[20]。
- 民國17年（1928年）5月12日，（免）呈請辭職實業部僉事[21]。
- 1930年代，曾任南京國民政府財政部國定稅則委員會副委員長。

## 延伸阅读
[在维基数据编辑]
 《游美同學錄·周典》，出自《游美同學錄》